# Mary Charleson
Mary Charleson (Dungannon, 18 maggio 1890 – Los Angeles, 3 dicembre 1961) è stata un'attrice irlandese naturalizzata statunitense che, negli anni dieci, lavorò nel cinema muto.

## Biografia
Nipote dell'attrice Kate Price, Mary Charleson iniziò nel 1912 a lavorare per il cinema. Nel 1918, si sposò con Henry B. Walthall, suo compagno di lavoro e noto attore. Dal matrimonio - che sarebbe durato fino al 1936, alla morte di Walthall - nacque una figlia, Patricia, che avrebbe intrapreso pure lei la carriera dei genitori.
Mary Charleson girò nella sua carriera circa un'ottantina di pellicole. Lavorò per diverse case di produzione, tra cui la Essanay, la Selig Polyscope, la Vitagraph. Fu partner di alcuni tra gli attori più popolari attori di quegli anni, tra cui Maurice Costello, Tom Santschi e suo marito Henry B. Walthall, che era stato uno degli interpreti principali di Nascita di una nazione di David Wark Griffith.

## Filmografia
- The Road to Yesterday; or, Memories of Patio Days, regia di Rollin S. Sturgeon (1912)
- The Smoke from Lone Bill's Cabin, regia di Rollin S. Sturgeon (1913)
- The Intruder, regia di Maurice Costello e Wilfrid North (1913)
- The Education of Aunt Georgiana, regia di Maurice Costello e Robert Gaillard (1913)
- The Acid Test, regia di Maurice Costello e Robert Gaillard (1914)
- Mr. Barnes of New York, regia di Maurice Costello e Robert Gaillard (1914)
- What Happened to Jones, regia di Fred Mace (1915)
- The Silent Accuser, regia di Joseph Kaufman (1915)
- Tony and Marie
- In Love's Own Way
- Passers By
- The Prince Chap, regia di Marshall Neilan (1916)
- The Country That God Forgot, regia di Marshall Neilan (1916)
- The Crisis, regia di Colin Campbell (1916)
- The Truant Soul, regia di Harry Beaumont (1916)
- The Little Shoes, regia di Arthur Berthelet (1917)
- Burning the Candle, regia di Harry Beaumont (1917)
- Satan's Private Door, regia di J. Charles Haydon (1917)
- The Saint's Adventure, regia di Arthur Berthelet (1917)
- His Robe of Honor, regia di Rex Ingram (1918)
- Humdrum Brown
- With Hoops of Steel
- The Long Lane's Turning
- Upstairs and Down, regia di Charles Giblyn (1919)
- Human Stuff, regia di B. Reeves Eason (1920)